# Marvin H. Albert
Marvin H. Albert, all'anagrafe Marvin Hubert Albert (Filadelfia, 22 gennaio 1924 – Mentone, 24 marzo 1996), è stato uno scrittore e sceneggiatore statunitense.
Marvin H. Albert - noto anche con gli pseudonimi Al Conroy, Albert Conroy, Ian McAlister, Nick Quarry e Anthony Rome (Tony Rome) - ha scritto romanzi polizieschi, western e di avventura. Ha creato il personaggio Pete Sawyer, un investigatore privato franco-americano che vive e lavora in Francia. Ha anche scritto alcuni romanzamenti, fra cui quelli ricavati dal film Gli intoccabili del 1987 di Brian De Palma.

## Romanzi firmati Anthony Rome
- Miami Mayhem, 1961 (da cui il film L'Investigatore)
- The Lady in Cement, 1962 (da cui il film La Signora nel Cemento)
- My Kind of Game, 1962

## Romanzi firmati Al Conroy
- Clayburn (1961)
- Last Train to Bannock (1963)
- Three Rode North (1964)
- The Man in Black(1965) (da cui il film Due Stelle nella Polvere)

## Altri romanzi
- The Law and Jake Wade, (1957) (da cui è tratto il film Sfida nella Città Morta)
- Apache Rising (1957) (da cui è tratto il film Duello a El Diablo)
- The Bounty Killer (1958) (da cui è tratto il film El Precio de un Hombre)
- Renegade Posse (1958) (da cui è tratto il film Una pallottola per un fuorilegge)
- The Reformed Gun (1959)
- Rider from Wind River (1959)
- The Looters (come Albert Conroy - 1961) (da cui è tratto il film Avventurieri per una rivolta, 1966)
- Posse at High Pass (1964)
- The Pink Panther (1964) (romanzamento)
- The Don is Dead (1972)
- The Gargoyle Conspiracy (1975)
- The Dark Goddess (1978)
- Stone Angel (1986)
- Back in the Real World (1986)
- Get Off at Babylon (1987)
- Long Teeth (1987)
- The Untouchables (1987) (romanzamento)
- The Last Smile (1988)
- The Midnight Sister (1989)
- Bimbo Heaven (1990)
- The Zig-Zag Man (1991)
- The Riviera Contract (1992)